# 蓼科温泉郷
蓼科温泉郷（たてしなおんせんきょう）は、長野県茅野市（旧国信濃国）にある温泉である。

## 泉質
- 単純温泉、単純酸性泉、ナトリウムー炭酸水素塩泉

## 蓼科温泉郷の各温泉
各温泉地は北八ヶ岳の山麓、標高1200 - 1500メートルに位置する。滝ノ湯川に沿って、温泉地が点在する。
以下の分類は蓼科温泉郷｜豊かな自然と温泉　蓼科温泉旅行ガイド　に依拠する。

### 蓼科親湯温泉（たてしなしんゆおんせん）
蓼科高原を流れる滝ノ湯川沿いに、一軒宿の「蓼科親湯温泉」が存在する。創業は大正15年（1926年）。
泉質
- 単純温泉

### 滝の湯温泉（たきのゆおんせん）
滝ノ湯川沿いに一軒宿の「蓼科グランドホテル滝の湯」が存在する。創業は大正12年（1923年）。
泉質
- ナトリウム-炭酸水素塩泉、単純温泉

### 蓼科三室温泉（たてしなみむろおんせん）
蓼科湖畔に立地する別荘地の一角に、エクシブ蓼科など数軒程の宿泊施設、および日帰り温泉「小斉の湯」が存在する。。また、当地はユーラシアプレート、フィリピン海プレート、北アメリカプレートの境界線上にある。
泉質
- ナトリウム-塩化物・硫酸塩泉（弱酸性低張性高温泉）

### 一号井（いちごうい）
東急リゾートタウン蓼科のなかに湧出し、同タウン内の「鹿山の湯」で使用。平成11年（1999年）オープン。
泉質
- 単純温泉

### 芹ケ沢温泉（せりがさわおんせん）
信玄の隠し湯とも。現在は北山地区に温泉スタンドのみ存在（大規模施設向け）。『車山高原ホテルローザンヌ」などをはじめ、『1000Mのおもてなし 八ヶ岳ホテル風か』（山梨県北杜市）など遠方をふくむ多くの施設で使用されている。
泉質
- 単純温泉

## 上記以外の蓼科高原の温泉

### 湯川温泉
北山湯川地区に所在。河童伝説があり、日帰り入浴施設『河童の湯』が所在。
泉質
- 単純温泉

### 米沢温泉
米沢地区に所在する鉱泉。市営日帰り入浴施設『塩壺の湯』が2006年にオープン。
泉質
- ナトリウム－炭酸水素塩・硫酸塩・塩化物冷鉱泉

### 尖石温泉
→尖石温泉参照。

### その他
石遊の湯（いしやすのゆ）:かつて蓼科三室温泉から南に進んだ山中に日帰り温泉施設が存在した。(ナトリウム-塩化物・硫酸塩泉)

## 歴史
開湯時期については諸説あり。（平安時代に坂上田村麻呂が発見した説、武田信玄による開削の時に湧出した説）蓼科温泉郷　- 歴史
江戸時代に高島藩が所有し湯請人に運営委託していた3温泉（現在の蓼科温泉郷・奥蓼科温泉郷）があり、明治以降、地元住民が県から借り受ける形で営業を行った。北山村発足直後の1879年には次の状況だった（「北山村誌」）。
滝の湯 - 浴場 3・宿舎 3・年間入湯客 約1,500人
親湯（巌温泉） - 浴場 1・宿舎 3・年間入湯客 約1,300人
渋の湯 - 浴場 2・宿舎 4・年間入湯客 約3,200人
交通の便が悪いため、明治末にかけて近隣各村の高齢農民の自炊湯治を主とする湯治場の状態が続き、外部からの観光客は少なかったが、小説家の伊藤左千夫や日本画家の平福百穂らが、湯川区の歌人、篠原志都児（しづこ）らの招待で親湯に滞在し、蓼科高原の様子を作品を通して紹介したことを契機に、中部地方一帯から関東地方にまで知られるようになった。
1903年に渋の湯が糸萱新田・芹ヶ沢財産区に、1909年に滝の湯・親湯が湯川財産区に払い下げられ、ともに競争入札で財産区民から湯請人を選び経営を請け負わせた。同時期に北山旅舎組合、北山温泉衛生組合、山浦鉱泉組合の各温泉業団体が発足し、道路整備や宿泊料の協定、防火衛生設備の充実や共同広告の実施などを進めた。また明治末期には滝の湯に近い湯川財産区有地内に小斉温泉（小斉の湯）が設けられた。
現代は交通機関の発達で、蓼科温泉の湯治客は伊那・佐久地方や山梨県などに拡大した上、夏には避暑・静養を目的とする東京などからの観光客が急増。また大正期から盛んになった八ヶ岳登山も、北八ヶ岳からの縦走者の増加にともない、渋の湯などが登山基地として多く利用されるようになった。

## アクセス
公共交通
- JR茅野駅から諏訪バス北八ヶ岳ロープウェイ行きで30分。バス停「プール平」下車。

自動車
- 中央自動車道諏訪ICから国道20号・国道152号、ビーナスライン経由17km。

### アクセスの歴史
1900年代に茅野駅と各温泉を結ぶ茅野駅馬車組合の乗合馬車の運行が始まり、夏季を中心に次第に賑わうようになった。1919年には滝の湯の経営者、矢崎源治が「滝の湯自動車」を創設して小型バスを運行し、茅野駅─湯川間を2時間で結んだ。滝の湯自動車は1927年に茅野駅─滝の湯間の運行も開始し、同年には渋の湯経営の辰野茂も「渋の湯自動車」を設立。1929年には矢崎源治や茅野・上諏訪の商店主らが設立した「東諏自動車」が営業を開始し、米フォード社製バスで茅野駅─湯川─小斉の湯間で乗合バスの運行を始めた。